# 奈良調理製菓専門学校
奈良調理製菓専門学校（ならちょうりせいかせんしゅうがっこう）は、かつて奈良県天理市にあった私立専修学校。

## 沿革
- 1976年 - 開校。
- 1986年 - 制服改定。
- 2000年 - 生徒募集停止。
- 2003年 - 3月31日をもって閉校。
- 2013年 - 解体。

## 所在地
奈良県天理市楢町543-1